# Osica de Sus
Osica de Sus is een Roemeense gemeente in het district Olt.
Osica de Sus telt 5220 inwoners.